# Carl Friedrich Otto Graupner
Carl Friedrich Otto Graupner (* 7. Mai 1823 in Geyer; † unbekannt) war ein deutscher Lehrer und Dichter.

## Leben und Wirken
Nach dem Schulbesuch und einer Lehrerausbildung wurde Graupner 1844 Lehrer an der oberen Schule in Gelenau/Erzgeb. 1847 wechselte er als Lehrer nach Kemtau. Ab 1859 war Graupner erster Mädchenschullehrer in der Bergstadt Brand.

## Publikationen (Auswahl)
- Gelegenheitsdichtungen. Pirna, 1850.
- Das betende Schulkind. Dresden, 1852.
- Gedichte. 1. Bd. (religiösen Inhalts). Chemnitz, 1865.
- Vergelt’s Euch Gott! Gedichte zum Besten eines milden Zwecks. Zschopau, 1866.